# كيكا سيلفا
كيكا سيلفا (بالإسبانية: Francisca Silva)‏ هي عارضة تشيلية، ولدت في 18 مارس 1992 في سانتياغو في تشيلي.